# Metriocnemus clinoneurus
Metriocnemus clinoneurus är en tvåvingeart som först beskrevs av Jean-Jacques Kieffer 1926.  Metriocnemus clinoneurus ingår i släktet Metriocnemus och familjen fjädermyggor. Inga underarter finns listade i Catalogue of Life.